# Суворово (Нижньогородська область)
Суворово (рос. Суворово) — село в Дивеєвському районі Нижньогородської області Російської Федерації.
Населення становить 637 осіб. Входить до складу муніципального утворення Глуховська сільрада.

## Історія
Від 2009 року входить до складу муніципального утворення Глуховська сільрада.

## Населення
| 2002 | 2010 |
| ---- | ---- |
| 646  | ↘637 |